# 39ª Brigata fucilieri motorizzata delle guardie
La 39ª Brigata autonoma fucilieri motorizzata delle guardie (in russo 39-я отдельная гвардейская мотострелковая бригада?, 39-ja otdel'naja gvardejskaja motostrelkovaja brigada, unità militare 35390) è un'unità di fanteria meccanizzata delle Forze terrestri russe, subordinata al 68º Corpo d'armata del Distretto militare orientale e con base a Južno-Sachalinsk.

## Storia

### Unione Sovietica
Le origini della brigata risalgono alla Regione Fortificata (in russo укрепрайон?, ukreprajon) di Blagoveščensk, un'unità militare creata il 18 marzo 1932 con il compito di proteggere la sponda sinistra del fiume Amur. Il 31 ottobre dello stesso anno questa venne ribattezzata 101ª Regione Fortificata, articolata su due battaglioni di mitraglieri, e inquadrata nell'Armata Speciale dell'Estremo Oriente. Fra ottobre e novembre 1941, in seguito allo scoppio dell'Operazione Barbarossa, a partire dalla Regione Fortificata vennero costituite la 1ª e la 2ª Brigata fucilieri autonoma. Il 17 marzo 1942 le due unità vennero ribattezzate 258ª e 259ª Brigata fucilieri. Il 22 novembre 1944 le due brigate fecero da base per la ricostituzione della 342ª Divisione fucilieri, la cui prima formazione era stata promossa a 121ª Divisione fucilieri delle guardie il 23 settembre 1943.
Nel luglio 1945 la divisione venne trasferita nei pressi di Lesozavodsk, dove avrebbe fatto parte della riserva del 1º Fronte dell'Estremo Oriente in previsione delle operazioni militari contro l'Impero giapponese. Nella notte del 2 settembre 1945 la divisione venne imbarcata su navi da trasporto e impiegata per l'occupazione delle isole di Urup e Iturup, nell'arcipelago delle Curili. Era inoltre previsto che prendesse parte all'invasione sovietica di Hokkaidō, pianificata ma mai attuata. Dopo la fine della seconda guerra mondiale i reparti della divisione vennero schierati in diversi punti dell'isola di Sachalin.
Il 4 marzo 1955 l'unità venne ribattezzata 56ª Divisione fucilieri, mentre il 17 maggio 1957 fu riorganizzata come 56ª Divisione fucilieri motorizzata. Il 17 novembre 1964 fu rinominata 33ª Divisione fucilieri motorizzata.

### Federazione Russa
Ereditata dalla Russia in seguito alla dissoluzione dell'Unione Sovietica, nel 1997 venne assegnata al 68º Corpo d'armata. Il 1º giugno 2009 è stata ridimensionata, diventando l'attuale 39ª Brigata fucilieri motorizzata.
A partire dal 24 febbraio 2022 la brigata ha preso parte all'invasione russa dell'Ucraina, avanzando verso Kiev dalla Bielorussia. Dopo un mese di combattimenti intorno alla capitale, durante il quale ha subito diverse perdite, e il conseguente fallimento dell'offensiva russa, all'inizio di aprile insieme alla 5ª Brigata corazzata delle guardie ha coperto la ritirata del grosso delle forze russe dalla regione di Kiev. In seguito è stata quindi trasferita nell'Ucraina orientale, in particolare nell'area di Izjum. Dopo essersi pesantemente degradata nel corso delle battaglie dei mesi successivi, ad agosto si trovava in riserva presso il villaggio di Oskil sull'omonimo fiume. Dopo aver ripiegato verso est in seguito alla controffensiva ucraina nella regione di Charkiv all'inizio di settembre, la brigata è stata trasferita nell'oblast' di Cherson. L'11 novembre si è ritirata sulla sponda meridionale del Dnepr a causa del successo della controffensiva ucraina che ha portato alla liberazione della città di Cherson, venendo schierata presso Nova Kachovka insieme alla 37ª e alla 205ª Brigata fucilieri motorizzata.
All'inizio del 2023 la brigata è stata trasferita nel Donec'k meridionale, dove ha combattuto nel settore fra Vuhledar e Mar"ïnka nel corso di tutto l'anno. L'8 luglio 2023 ha ricevuto il titolo di unità delle guardie per decreto del Presidente della Federazione Russa. A partire da marzo 2024 è stata coinvolta nei combattimenti in direzione di Novomychajlivka in supporto della 155ª Brigata fanteria di marina. Il 25 maggio un bombardamento ucraino sul deposito della brigata nella città di Donec'k ne ha ucciso il vice comandante, tenente colonnello Leonid Lavrenkov. A settembre è stata impiegata sul fronte di Pokrovs'k, assaltando i villaggi fortificati a ovest di Krasnohorivka insieme a elementi della 20ª e della 150ª Divisione fucilieri motorizzata. A metà novembre la brigata il 255º Reggimento della 20ª Divisione sono riusciti nonostante le perdite subite a strappare alla 33ª Brigata meccanizzata ucraina il controllo del villaggio di Dal'nje. Durante questi scontri, il 20 novembre ha perso la vita il comandante delle truppe d'assalto della brigata, tenente colonnello Sultan Sulejmanov.

## Struttura
- Comando di brigata[22]
- 1º Battaglione fucilieri motorizzato
- 2º Battaglione fucilieri motorizzato
- 3º Battaglione fucilieri motorizzato
- Battaglione corazzato (T-72B3)
- Gruppo artiglieria
  - Batteria controllo e ricognizione di artiglieria
  - 1º Battaglione artiglieria semovente (2S3 Akatsiya)
  - 2º Battaglione artiglieria semovente (2S3 Akatsiya)
  - Battaglione artiglieria lanciarazzi (9K51M Tornado-G)
- Gruppo difesa aerea
  - Plotone controllo e ricognizione radar
  - Battaglione missilistico contraereo delle guardie (Osa-AKM)
  - Battaglione artiglieria missilistica contraerei (9K35 Strela-10 e ZSU-23-4 Shilka)
- Battaglione genio
- Battaglione ricognizione
- Battaglione comunicazioni
- Battaglione manutenzione
- Battaglione logistico
- Compagnia comando
- Compagnia guerra elettronica
- Compagnia UAV
- Compagnia difesa NBC
- Compagnia cecchini
- Compagnia medica

## Comandanti
- Colonnello Georgij Syrych (1944-1945)
- Maggior generale Anatolij Muratov (1945)
- Colonnello Sergej Ryžkov (2011-2013)
- Maggior generale Ruslan Dzejtov (2013-2016)
- Colonnello Gennadij Ševčenko (2016-2017)
- Colonnello Rustam Jusupov (2017-2020)
- Colonnello Aleksandr Malinin (2020-in carica)